# Vertikalni lansirni sustav
Vertikalni lansirni sustav (VLS) napredni je sustav za držanje i ispaljivanje projektila na pokretnim pomorskim platformama, kao što su brodovi i podmornice. Svaki vertikalni lansirni sustav sastoji se od određenog broja ćelija koje mogu držati jedan ili više projektila spremnih za ispaljivanje. Tipično, svaka ćelija može držati niz različitih tipova projektila, dopuštajući brodu fleksibilnost da utovari najbolje za određenu misiju. Nadalje, kada se razviju nove rakete, one se obično postavljaju na postojeće vertikalne lansirne sustave, omogućujući postojećim brodovima da koriste nove tipove raketa bez skupih preinaka. Kada se izda naredba, projektil leti ravno prema gore dovoljno daleko od ćelije i broda, a zatim se okreće na željenu putanju.
VLS omogućuje površinskim beodovima da imaju veći broj oružja spremnih za paljbu u bilo kojem trenutku u usporedbi sa starijim lansirnim sustavima kao što su jednokraki lanseri Mark 13 i dvokraki Mark 26, koji su se punili straga iz spremnika ispod glavne paluba. Uz veću spremnost za paljbu VLS je puno tolerantniji i pouzdaniji od prethodnih sustava te ima manji radarski udarni presjek (RCS, za radar cross section). Američka mornarica sada se oslanja isključivo na VLS za svoje razarače i krstarice s navođenim projektilima.
Najrasprostranjeniji vertikalni lansirni sustav na svijetu je Mark 41, koji je razvila Mornarica Sjedinjenih Država. Više od 11 000 raketnih ćelija Mark 41 VLS isporučeno je ili naručeno za korištenje na 186 brodova u 19 klasa i u 11 mornarica diljem svijeta. Ovaj sustav trenutno služi američkoj mornarici, kao i australskoj, danskoj, nizozemskoj, njemačkoj, japanskoj, novozelandskoj, norveškoj, južnokorejskoj, španjolskoj i turskoj mornarici, dok su drugi poput grčke mornarice preferirali sličan sustav, Mark 48.
Na razaraču klase Zumwalt koristi se napredni sustav vertikalnog lansiranja Mark 57. Stariji sustavi Mark 13 i Mark 26 ostaju u službi na brodovima koji su prodani drugim zemljama kao što su Tajvan i Poljska.
Kada se instalira na SSN (napadnu podmornicu na nuklearni pogon), VLS omogućuje korištenje većeg broja raznovrsnog oružja u usporedbi s upotrebom samo torpednih cijevi.

## Vrste lansiranja
Sustav okomitog lansiranja može biti ili s vrućim lansiranjem, pri kojem se projektil upali u ćeliji, ili hladno lansiranje, gdje se projektil izbacuje plinom koji proizvodi plinski generator koji nije dio samog projektila, poslije čega se upali i sam projektil. »Hladno« znači relativno hladno u usporedbi s ispušnim plinovima raketnih motora. Sustav za vruće lansiranje ne zahtijeva mehanizam za izbacivanje, ali zahtijeva neki način disipacije ispušnih plinova i topline projektila dok napušta ćeliju. Ako se projektil zapali u ćeliji bez mehanizma za izbacivanje, ćelija mora izdržati ogromnu stvorenu toplinu da se ne bi zapalili projektili u susjednim ćelijama.

### Vruće lansiranje
Prednost sustava za vruće lansiranje je u tome što se projektil izbacuje iz lansirne ćelije pomoću vlastitog motora, što eliminira potrebu za posebnim sustavom za izbacivanje projektila iz lansirne cijevi. Ovo čini sustav za vruće lansiranje relativno laganim, malim i ekonomičnim za razvoj i proizvodnju, osobito kada je dizajniran za manje projektile. Potencijalni nedostatak je to što bi projektil koji ne radi mogao uništiti lansirnu cijev. Američki površinski brodski VLS-ovi imaju raketne ćelije raspoređene u rešetku s jednim poklopcem po ćeliji i sustavi su za "vruće lansiranje". Motor se pali unutar ćelije tijekom lansiranja i stoga je potreban način za odzračivanje ispušnih plinova rakete. Francuska, Italija i Britanija koriste sličan sustav Sylver s vrućim lansiranjem u PAAMS-u.

### Hladno lansiranje
Prednost sustava hladnog lansiranja je u njegovoj sigurnosti: ako dođe do kvara motora rakete tijekom lansiranja, sustav hladnog lansiranja može izbaciti projektil, smanjujući ili eliminirajući prijetnju. Iz tog razloga, ruski VLS-ovi često su konstruirani s nagibom tako da projektil u kvaru sleti u vodu umjesto na palubu broda. Kako veličina projektila raste, povećavaju se prednosti hladnog izbacivanja. Iznad određene veličine, pojačivač (booster) projektila ne može se sigurno zapaliti unutar granica trupa broda. Većina modernih interkontinentalnih balističkih projektial i podmorničkih balističkih projektila lansiraju se hladno. Rusija proizvodi i rešetkaste sustave i revolverski sustav s više od jednog projektila po poklopcu za svoj sustav hladnog lansiranja. Rusija također koristi sustav hladnog lansiranja za neke od svojih raketnih sustava s vertikalnim lansiranjem, npr. raketni sustav Tor.

### Koncentrični spremnici za lansiranje
Stariji ratni brodovi Mornarice kineske narodnooslobodilačke vojske koriste sustav za lansiranje s koncentrično postavljenim spremnicima koji mogu lansirati i toplom i hladnom metodom, na razaraču tipa 052D i razaraču tipa 055. Univerzalni lansirni sustav nudi se za izvoz.
Stariji kineski brodovi imaju jedan sustav lansiranja: razarači klase 052C, na primjer, koriste sustav hladnog lansiranja, a fregate klase 054A sustav za vruće lansiranje.